# Прейскурант

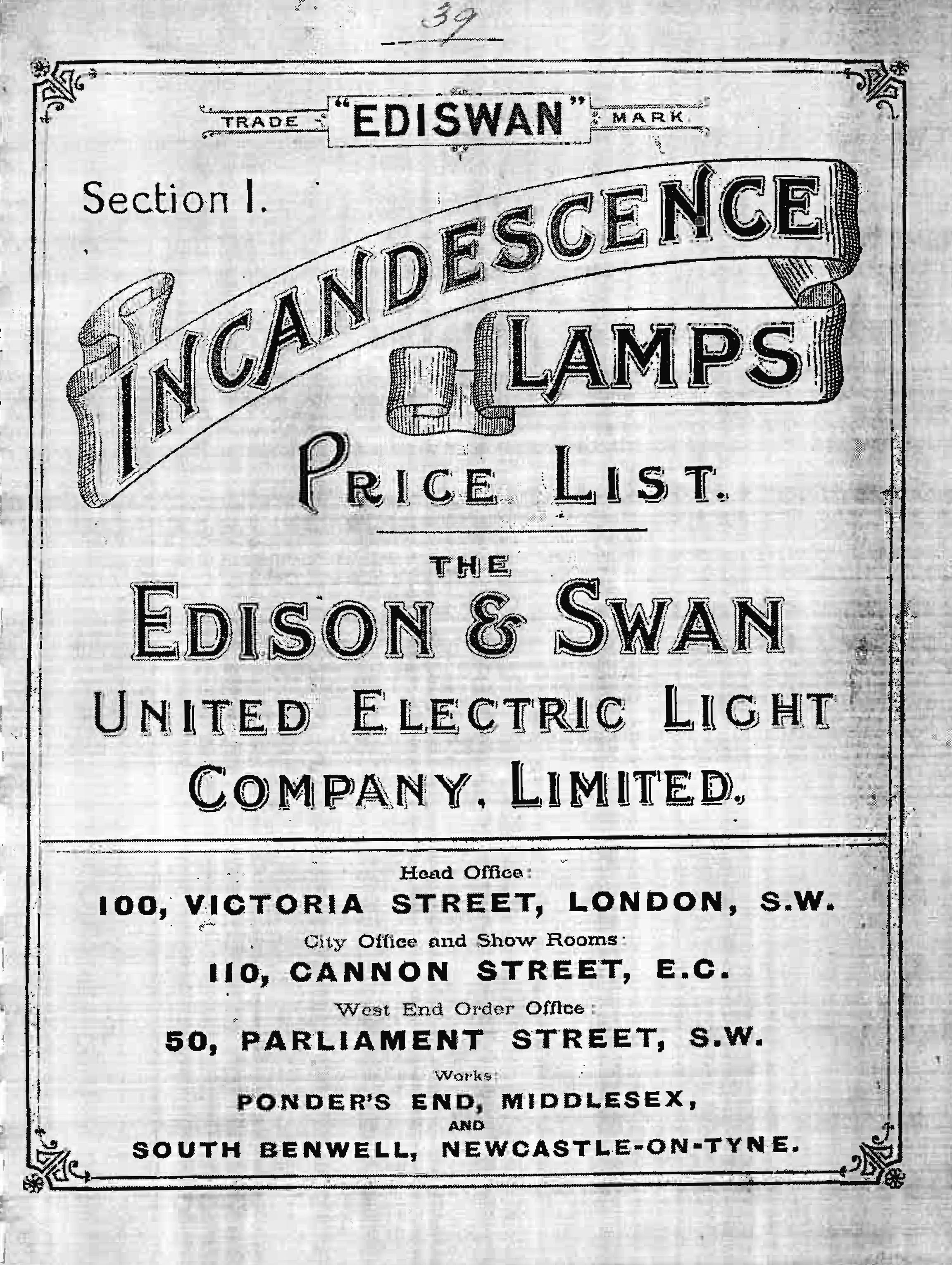
Прейскурант на электрические лампы, 1893.

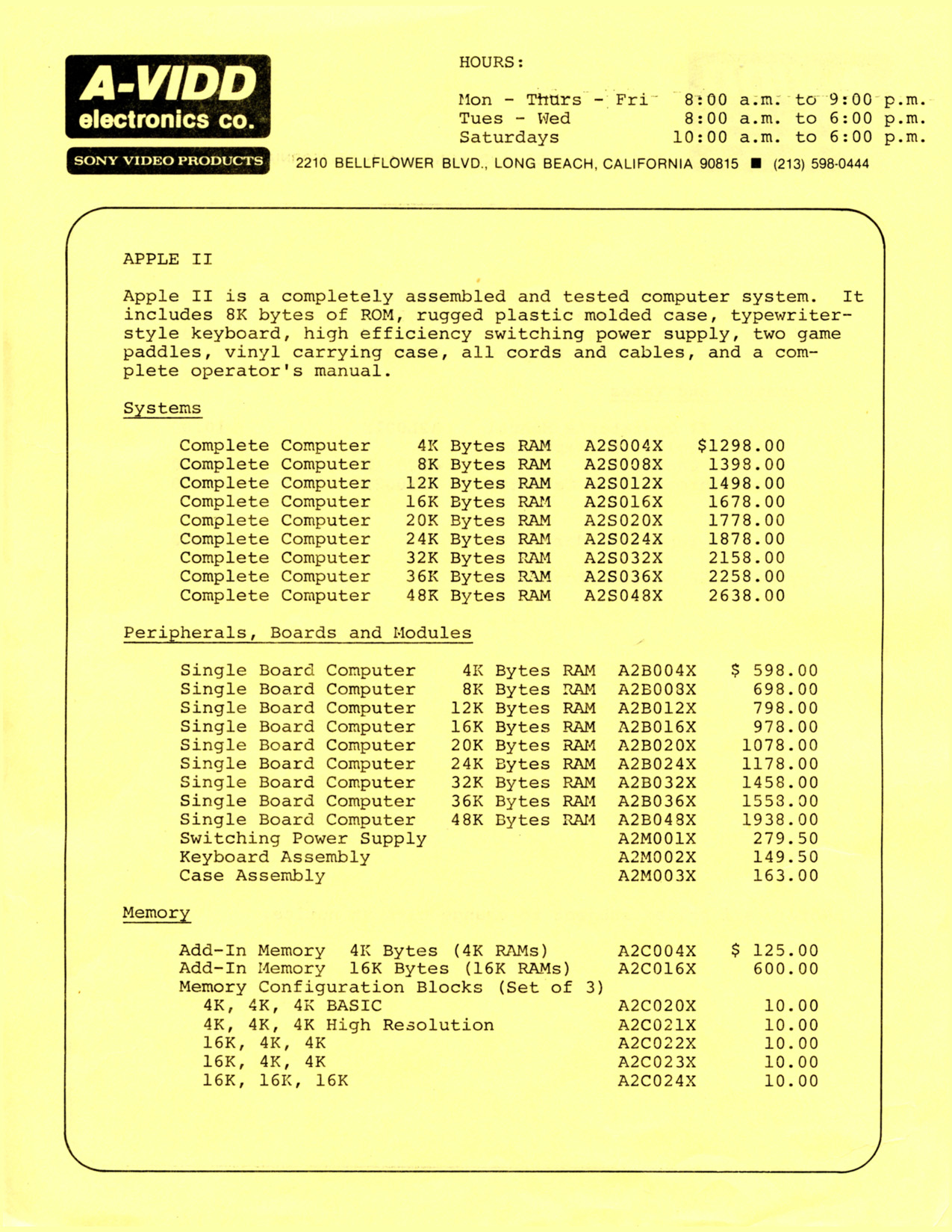
Прайс-лист на персональные компьютеры, 1977.

Прейскурант (нем. Preiskurant, от Preis — цена и фр. courant — текущий, устаревшее написание Прейс-Курант), прайс-лист (англ. price list, от price — цена и list — список) — тип издания. Согласно ГОСТ 7.60—90, это нормативно-производственное практическое и/или справочное издание, содержащее систематизированный перечень материалов, изделий, оборудования, производственных операций, услуг с указанием цен, а иногда кратких характеристик. Большая советская энциклопедия (3-е издание) сообщало, что «В СССР издаются отдельно прейскуранты оптовых, розничных и закупочных цен, тарифов на услуги транспорта, предприятий бытового и коммунального обслуживания… Госкомитет цен СССР утверждает общесоюзные прейскуранты оптовых цен на основную массу продукции производственно-технического назначения (топливо, электроэнергию, чёрные и цветные металлы, продукцию химической промышленности и так далее), на важнейшие товары народного потребления (ткани, обувь, трикотажные изделия, радиотовары, хлеб, сахар, мясо, молоко, рыба и другие) независимо от подчинённости предприятий, изготовляющих эти товары.».
В ЭСБЕ это «список товаров с указанием их продажных цен. На фондовом и вексельном рынках прейскуранты заменяются курсовыми бюллетенями (см. Курс), в книжной торговле — каталогами. Прейскуранты бывают официальные, составляемые присяжными маклерами, каковы, например, курсовые бюллетени или прейскурант, издающийся при Санкт-Петербургской товарной бирже, или же частные — выпускаемые отдельными торговыми домами».
Поскольку перевод слова «прейскурант» уже включает слово «цена», часто используемое сочетание «прейскурант цен» является неверным с точки зрения норм русского языка, это тавтология.